# Gümnaszion

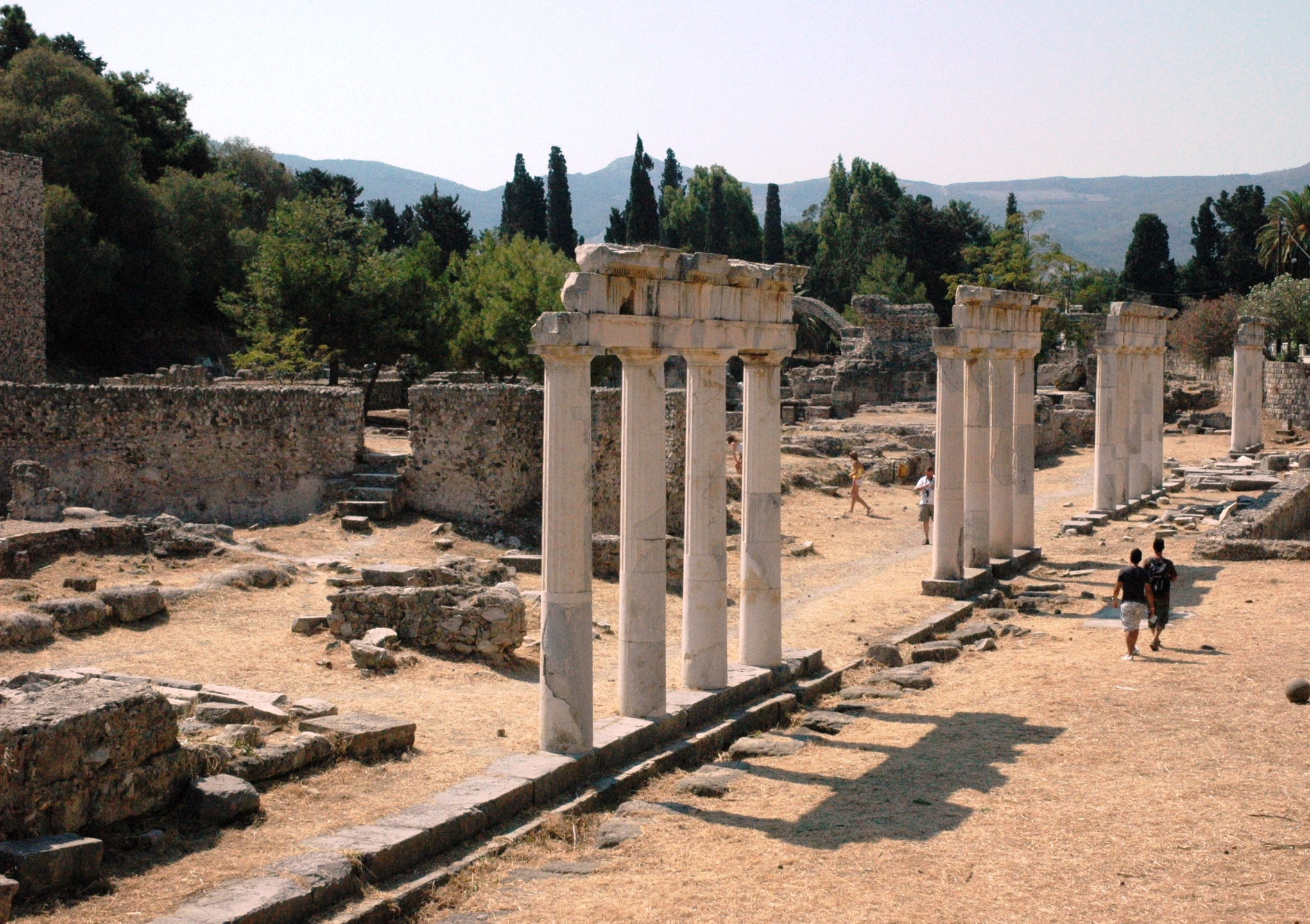
A kószi gümnaszion

Gümnaszion (ógörögül γυμνάσιον, a gümnósz γυμνός szóból származik, melynek jelentése meztelen), az ókori Görögországban a sporttevékenységek helye, atléták edzőhelye volt.
Az ókori görögök teljesen levetkőztek, testüket bedörzsölték olajjal, ezt követően pedig homokot szórtak magukra és így végezték gyakorlataikat. A fiatal fiúk és férfiak számára eredetileg egyszerűen egy nyitott tér állt rendelkezésre (ugrásra, birkózásra, bokszolásra), és ezt futópálya vette körbe, a paradromion. A tornát a gümnasztérek és paidiatribészek tanították a gümnaziarkosz vezetése és a szofronisztész felügyelete alatt.
Az I. e. 5. századtól kezdve egyre összetettebb építménnyé nőtte ki magát. A teret (görög neve: palaisztra) oszlopokkal vették körbe, ehhez különféle termek csatlakoztak tisztálkodásra, tanulásra. Az épületeket csarnokokkal, mulatóhelyekkel, fürdőkkel vették körül. Az ásatások több gümnaszion helyét és képét tárták fel Olümpiában, Hierapoliszban, Alexandriában és Epheszoszban.
Később, az I. e. 4. századtól kezdve az intézményes elméleti oktatást adó filozófiai iskolákat is ezzel a szóval jelölték. Athénben három ilyen gümnaszion (árnyékos liget) volt: az Akadémia (Platón) (Akadémosz hérosz ligetében, ahol Platón tanított), a Lükeion (ahol Arisztotelész tanított) és a Künoszargesz (a cinikusok iskolája).
A tizennegyedik század második felében a szót felkapták Németországban az olyan iskola elnevezésére, mely a görögök és rómaiak irodalmával való foglalkozás alapján a növendékeknek magasabb műveltséget törekedett adni. Nagyjából hasonló intézményeket (apró szervezeti különbségekkel) líceumnak is neveztek. Mindezekből alakultak ki a mai gimnáziumok.